# Ховле
Ховле (груз. ხოვლე) — село в Грузии, на территории Каспского муниципалитета края (мхаре) Шида-Картли.

## География
Село находится в центральной части Грузии, на берегу реки Хевхмела (правый приток Куры), на расстоянии приблизительно 13 километров (по прямой) к западу от города Каспи, административного центра муниципалитета. Абсолютная высота — 749 метров над уровнем моря.

## Население
По результатам официальной переписи населения 2014 года, в Ховле проживало 1449 человек (711 мужчин и 738 женщин). В национальной структуре населения грузины составляли 98,8 %, осетины — 0,8 %, армяне — 0,2 %.
| Год  | Население, человек |
| ---- | ------------------ |
| 2002 | 1979               |
| 2014 | ↘ 1449             |